# Teatr 21
Teatr 21 – zespół teatralny, którego aktorami są głównie osoby z zespołem Downa i autyzmem. 
Zespół działa od 2005 roku, a jego założycielką i koordynatorką artystyczną jest Justyna Sobczyk. 26 stycznia 2021 Teatr 21 i Justyna Sobczyk zostali laureatami Paszportu „Polityki” 2021 w kategorii Teatr. Oprócz działalności artystycznej Teatr 21 zajmuje się również edukacją, pedagogiką teatru, działalnością wydawniczą, organizuje konferencje, wykłady i pracuje w międzynarodowych sieciach.
Grupa występowała na festiwalach krajowych (m.in. we Wrocławiu, Poznaniu, Gdańsku, Krakowie) i zagranicznych (w Pradze, Berlinie, Helsinkach, Freiburgu). 
W 2019 roku spektakl „Rewolucja, której nie było” (reż. Justyna Sobczyk) został nagrodzony nagrodą specjalną na 12. Międzynarodowym Festiwalu Teatralnym “Boska Komedia” w Krakowie.